# ポルノ俳優

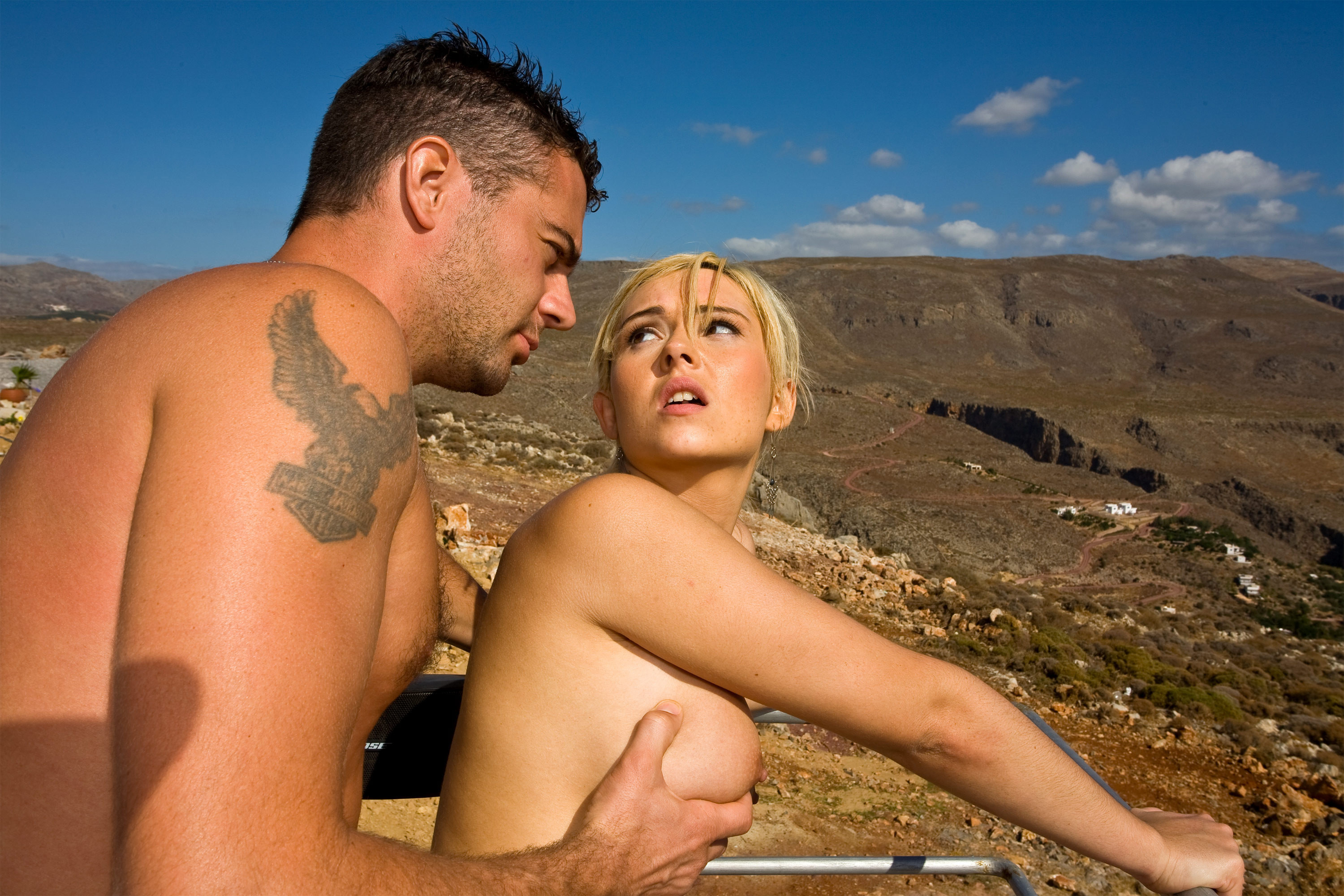
現場撮影中の演者達(2009)

ポルノ俳優（ポルノはいゆう）とは、一般にポルノ映画としての特徴を有する動画の中で性行為を演じる人物。
こうした動画は、多くの異なる性的なサブジャンルで製作され、性的空想 (sexual fantasy) を映し出そうとする傾向がある。演者達は、その空想を現出させる能力や空想にぴったりな外見等の理由で、特定の役柄に選ばれる。ポルノ動画には、性的挿入や過激なフェティシズム描写のないソフトコアと、そうした描写が含まれるハードコアの両方がある。動画のジャンルや性的強度は主に需要によって決まる。ジャンルに応じて、主役の画面における見た目・年齢・身体的特徴および作品の性的な雰囲気を醸し出す能力は非常に重要である。特定の性的嗜好ジャンルに特化している俳優も多い。
米国のポルノ業界は主に商業的理由から映画スターの独自システムを開発したが、それ以外の国だとこのシステムは一般的ではなく、大半の俳優がアマチュアである。演者の大半が偽名（芸名）を使っており、画面外での匿名性を維持するよう努めている。自伝を書いたりする者もいるが、映画業界の主流へと渡っていくことはポルノ俳優にとってごく稀である。

## 歴史
写真の始まりと共に、危険をはらんだ映画の製作が始まった。裸体が登場する「動く画像(Moving pictures)」は、1900年代初頭に米国の娯楽ゲーム施設 (Penny arcade) で人気を博した手回し映画やステレオスコープ眼鏡だった。これらゲーム施設の催し物には、トップレスの女性、正面が丸見えのヌード、さらには性行為まで登場した。
官能的な映画の制作は、動く画像の発明直後に始まった。最初の官能的な映画は、フランス人アルバート・キルヒナーがLéarという偽名で監督した1896年の7分間の映画『Le Coucher de la Mariée（花嫁の就寝時間）』で、 ルイーズ・ウィリーが浴室でストリップショーを行っている。このほかフランスの映画製作陣もまたこの種の危険をはらんだ映画を作るようになり、女性の脱衣を映し出した。パテ (Pathé) 兄弟がヨーロッパ全域でこの需要を供給した。オーストリアでは、ヨハン・シュワルツァーが1906-1911年にかけて52の官能的な作品を制作し、いずれも現地の若い女性のフルヌードが含まれ、フランス作品の代替となる地元版を提供した。
これら初期作品の演者は通常、法的制裁や社会的批判を避けるため演者名がクレジット掲載されなかったり、偽名を使っていた。この業界では偽名の使用が通例であった。ポルノ俳優は匿名性を維持するため、プロフィールを少なくしたり偽名を使用したり、他にはクレジット掲載無しで出演する者もいた。偽名の使用はこの業界の伝統として残っており、俳優たちは映画ジャンルに応じて様々な偽名で出演したり、以前の偽名で集客できない時に偽名を変更したりする。
1971年にケイシー・ドノヴァンが最初の大手ポルノヒット作品『Boys in the Sand』に主演した。 しかし、異論もあるが恐らく最初のポルノスターになったのはリンダ・ラヴレースで、彼女は1972年の『ディープ・スロート』に主演した。この映画は世界規模で数百万ドルの収益を上げ、その成功が同様のスター俳優および作品を輩出した。
1970年代初頭から70年代後半ないし80年代初頭までの期間は「ポルノの黄金時代 (The Golden Age of Porn) 」と呼ばれており、当時は映画方式のプロモーション予算を後ろ盾にしたポルノ映画が米国で制作され、公共の劇場で上映され、公共消費のために受け入れられた（少なくとも寛容だった）。当時の作品群の演者で有名人になった人達としては、男優だとジョン・ホームズ、女優だとポルシェ・リン、ジンジャー・リン、アンバー・リン（いわゆる3人のリン）、ジュリエット・アンダーソン、ヴェロニカ・ハート、ニーナ・ハートレー、セカ、アネット・ヘブンなどがいる。一方ヨーロッパでは、ポルノ俳優の多くがロシアや東欧諸国の出身である。フランスで、人気を博した女性演者にはブリジット・ラーエ、クララ・モルガン、カツニなどがいる。イタリアでは、1980年代初頭にスウェーデン人のマリーナ・ロタールが有名になったほか、モアナ・ポッツィ、シュターッレル・イロナ （いわゆるチッチョリーナ）などが有名になった。
この時期は、日本国内でも日活ロマンポルノ(1971-88)が制作および配給されている。有名な女性演者としては、団地妻シリーズなど20本以上の作品に出演し「ロマンポルノの女王」と称された白川和子。日活ロマンポルノ事件で摘発された4作品のうち2作品（『恋の狩人・ラブハンター』『愛のぬくもり』）に主演、9年に及ぶ裁判で無罪確定した田中真理などがいる。また、ロマンポルノを経て芸能界の主流へと渡った有名人には、宮下順子、東てる美、岡本麗、風祭ゆき、美保純などがいる。なお、90年代以降も成人映画は制作され続けるが、家庭用ビデオテープレコーダの普及に伴って日本ではアダルトビデオ(AV)業界が台頭するようになり、AV作品で同様の性的演技をする人達はAV男優・AV女優などと呼称されるようになった。

## 演者

### 女性
大半のポルノ映画は異性愛の男性視聴者向けであり、主な焦点と画面時間の大半が女性に宛てられる。ポルノ映画は性的空想を投影しようとするもので、女優はその空想を構築する能力や空想に合っているとの理由で選ばれる。多くの場合その空想は、女優の身体的特徴や見た目（容姿・胸のサイズ・髪型・民族など）のほか特定の性行為を実演する当人の意欲や専門知識などにも関わっている。女優には、性的演技を画面上で積極的態度に見せることが要求され、ここには全ての性行為で挿入を気持ち良く楽しいと見せることも含まれる。女優は一般にいつでも都合のいい人物で、画面上の（視聴者の代理としての）パートナーが望むどんな性行為にも応じる意思があるように映される。
映画のジャンルに応じた、画面上での主役の見た目や身体的特徴そして映画の性的な雰囲気を醸し出す能力は極めて重要である。同性愛、ボンデージ、アナルセックスなど特定のジャンルに特化している演者も多い。性行為は、疑似であったり疑似でない場合もある。ジャンルを問わず、大部分の演者が映画でヌードを見せることを要求される。
女性演者の画面上における身体的な外見は特に重要である。彼女たちは典型的に10代や20代や30代で、相手の男性よりも若いことが多い。女優の胸の大小については業界内で好みがある。一部の映画プロダクションは女優に豊胸手術を薦めており、施術代を提供するところもある。
俳優から監督に転向したジョナサン・モーガンによると、彼女たちはA、B、Cのようにランク付けされており、Aランクの女優達には権力があり、大切に扱われる。そうでない女優は仕事を得るために二穴挿入などの過激でハイリスクな性行為に同意する可能性が高くなる。彼は次のようにも述べている。
一部ですが9ヶ月や1年で使い捨てされる少女もいます。18歳の愛くるしい若い娘が、代理店と契約署名して、その初週に5本の映画を制作することもあります。[中略]4ヶ月で映画は100本になり、もはや彼女は新顔ではなくなります。彼女の価値は急落してしまい、当人は（出演依頼の）電話を取らなくなります。その時に来るのは「どうだい、肛門でしてみるかい？ 輪姦はどう?」です。その後、彼女たちは使い捨てとなり、電話すら来なくなります。この業界の市場力が彼女たちを使い捨てているのです。
演者の中には「演者の喜悦が一番に重要ではない」「ポルノでの性行為は私生活でのセックスと同じではない」と指摘する人もいる
業界出演者達の健康リスクを調査した研究によると、女性演者は男性演者よりもだいぶ高い職務上のリスクを経験している。同研究は次の様に報告している。
演者達は、保護されていないハイリスクな性行為、薬物乱用、身体改造を含む危険な衛生行動に応じている。彼らは映画セット上で身体的外傷にさらされている。多くの人達が財政不安でこの業界に入っては去っていき、精神衛生の問題に苦悩した。女性は男性よりも健康上のリスクにさらされる傾向が高かった。成人映画の出演者で特に女性は、時間経過と共に蓄積される健康上のリスクにさらされており、それは性感染症だけに限らない。
さらに、ポルノ制作が必ずしも非倫理的で低劣とは限らないという反対の意見が存在する。ネバダ大学の女性学教授リン・コメラによると、ポルノ業界全体の代表として卑劣な慣行を提示するのは「ハリウッドについて話すのにスパゲッティ・ウェスタンだけを言及するようなものだ」という。
学術誌 (Journal of Sex Research) に掲載された2018年の批評では、調査した男性ポルノ消費者の大半は「猿轡を強要したり強引な肛交など、女性演者にとって明らかに不快・痛みを伴う行為」を見るのを嫌うことが判明した。業界内に過激で変態的な内容が過剰に溢れているにもかかわらず、消費者の大部分は変態・偏執・低俗な性行為に興味がない、と彼らは結論づけた。
2013年の調査によると、ポルノの女性演者は非ポルノ作品の出演者と比較して、若年で性交渉に応じており、何らかの薬物を使っており、両性愛だと認識しており、セックスに対する愉悦が大きく、多くの性的パートナーがいる、と報告する傾向が大きかった。女性演者は総じて生活の質が高く、自尊心・性的充実・社会的支援システム・精神面が非ポルノの出演者と比較して同等以上のレベルだったと報告した。

### 男性
（異性愛を描いた）成人映画の主な焦点は作中の女性であり、彼女たちは主に画面上の外見で選ばれるが、男性演者は画面上の代理者として男性視聴者の欲求を満たしうる人物という明確な焦点がある。異性愛ポルノの男性演者の大半は、一般的に見た目ではなく性的な力量で選ばれ、具体的には以下の3つを成し遂げる能力が重視される。1)時間に追われてプレッシャーのかかる撮影場面で勃起すること、2)カメラ撮影時にその勃起を維持すること、3)指示どおりに射精すること。ただし、画面上の射精や精液など「お金をかけて撮る一大場面(money shots)」の大部分は人工的である。過去には、俳優が勃起維持不能だったり早漏だったことが、映画の損益に違いを生むことがあった。仮に男優が勃起しなくなった場合、撮影は中止せざるを得なくなる。バイアグラの使用でこの問題に対処しているが、この薬は俳優の顔が著しく紅潮し、頭痛を与え、射精を困難にし、効果を得るのに約45分かかることがある。監督ジョン・スタグリアーノによれば、バイアグラを使用すると「平衡感覚を失ってしまう。男の性交に興奮が無くなる」という。
米国では、ロン・ジェレミー、ジョン・ホームズ、ロッコ・シフレディがAVNによって史上最高の男性演者と見なされている。ロンジェレミーはその名声に加えて1970年代より同業界の第一人者であり、文化的な象徴の一部となっている。日本ではしみけん (AV男優)が、7500本の映画を制作する過程で8000人以上の女性と性交渉したと評されている

## 業界慣行

### ギャラ
演者達に支払われるギャラは、国によって（歴史背景も経済事情も物価も異なるため）だいぶ違いがある。

#### 米国
米国では、現場で行われる性行為の種類次第で報酬が変化し、一般に最高報酬は本番行為で支払われる（後述の加算を除く）。一現場につき女優は100-6000ドルを、男優は100-400ドルを稼ぐ。2017年にインデペンデント紙は様々な要因に応じてギャラが約10-20%変動すると報じた。2019年にデイリー・ビーストは、長年のキャリアと性行為内容に応じて、女性演者は1現場につき300-2500ドルを稼ぐことが可能で、キャリアの高い女性演者は1現場につき約1200ドルを稼いでいるとした。行為内容に関しては映画サイトのVideobox（2008年）によると、通常のセックスで400-1200ドル、アナルセックスで900-1500ドル、二穴挿入で1200-1600ドルと過激なほど女優のギャラは高額になり、珍しいフェチの場合15％加算がされたという。
年収については、男優の約4万ドルに対し、女優では通常6万-40万ドルの間である。2011年にカプリ・アンダーソンのマネージャーは「契約した娘は1社のために撮影するだけで、それ以外のために撮影する予定がありません。アダルト業界の女優の大部分がフリーエージェントであり、彼女たちは何らかの理由で撮影に至ります。契約した娘の大半は年間6万ドルを稼ぎます。1年で、契約した娘は平均4本の映画を撮影し、それぞれ映画は撮影に約2-3週間かかります」と語った。 

#### 日本
日本では、成人映画と区別される産業としてアダルトビデオ業界が確立したため、その金銭事情も米国とは異なる。以下はAV業界のギャラに関するものである。
チョコボール向井によると、2003年当時で一般的な男優たちのギャラは1現場につき1-2万円、キャリア5年以上だと1現場につき3-4万円、キャリア10年以上で出演本数2000本以上というトップAV男優で1現場につき約5万円ほどだったという。女優のギャラに関しては、峰なゆかによると2009年当時で一作品あたり単体女優だと50-数百万円。企画単体は25-50万円。企画女優は3-7万円が相場だったという。なお、彼女たちの大半はプロダクション（AV事務所）に所属しているためマネージメント料をここから差し引かれる立場にあり、事務所の取り分によってはギャラ15万円でも手取りが3万円というケースもあった、と週刊ポストが2012年に報じている。
2014年のAV出演強要問題を受けて、第三者機関のAV人権倫理機構が発足したことが契機となり、近年ではギャラを含む契約内容の不透明さも解消されつつある。具体的には、2020年時点で「プロダクションが女優に出演料の総額を開示することの義務化」「映像がオムニバス版などで再利用される際は2次使用料が支払われる」などが制度化されている。

### 健康問題
米国のポルノ映画製作では一般にコンドームを使わない非疑似の性交を伴うため、演者たちは望まない妊娠や性感染症に対して特に脆弱である。ロサンゼルス公衆衛生局の報告によれば、2000-2001年に上映された出演者825人のうち女性の7.7%と男性の5.5%がクラミジア持ちで、全体の2%が淋病であったという。これらの割合は、性感染症クリニックを訪れる患者におけるクラミジアと淋病の割合（それぞれ4.0%と0.7%）よりもはるかに高い。その他の性感染症（梅毒、単純ヘルペスウイルス、ヒトパピローマウイルス、B型肝炎やC型肝炎、トリコモナス症など）や糞口経路を介して伝染するその他の疾患の有病率および危険性についてはあまり分かっていない。  
米ポルノ業界で高い性感染症率への取り組みが始まったのは、大手制作会社がポルノ俳優向けの定期検査プログラムを導入するようになった1998年のことである。
1980年代に業界内でエイズ(HIV)が突発感染して俳優が多数死亡したことを受けてアダルト産業医療ケア財団(AIM)が設立され、ポルノ映画俳優が30日ごとにHIV・クラミジア・淋病の検査を、梅毒・肝炎・ヘルペスについては年2回検査を受けるという、米ポルノ映画業界の自主基準設定に貢献した。AIMはこのプログラムがポルノ俳優の性感染症割合を一般市民の割合の20％に減少させたと主張している。ただし、2013年にこれと相反する調査結果が発表され（クラミジアと淋病だけでも割合は女性演者の24%）、どれほどの成果があったは不明である。
日本でも、80年代後半のエイズ報道をきっかけにコンドームの使用や性病検査に対する意識がAV業界全体で高まったと言われており、具体的な検査状況に関しては2017年に森林原人が「HIV・B型肝炎・梅毒・クラミジア・淋菌の検査を最低月1回は行い、多い人は2週間に1回検査している」「これに加えて喉クラミジアと喉淋菌（この2つは非常に感染しやすい）の検査も行っている」と語っている。この業界で性感染症に罹ると仕事が一切できないため演者にとっては死活問題であり、一般人よりも検査頻度は遥かに高いと言える。また2020年現在では「各出演者が性病検査の診断書を事務所に提出するまで殆どのプロダクションが撮影を許可しない」体制になったほか、「AV業界に入ってきた人達向けの性病教育も施されるようになった」と夏目ミュウは語っている。

## 賞
米国では、ポルノ俳優の卓越した演技がAVNアワード、XRCO賞、XBIZ賞等で認定される。 AVNアワードは、米国アダルトビデオ業界専門誌AVN（アダルト・ビデオ・ニュース）がスポンサーとなって贈呈している映画賞で「ポルノのオスカー」とも呼ばれている。XRCO賞は、業界内の著作家・編集者で構成された団体(X-Rated Critics Organization)によって毎年授与される。
日本では、1980年よりピンク映画を対象としたピンク大賞の授与が毎年行われていたが、制作・配給会社の減少などを理由に2019年をもって終了した。

## メディアと報道
一部の特筆すべき例外的なケースを除き、ポルノ俳優は一般的に主流メディアで報道されたりはしない。 その結果、業界事情や商取引、作品の傾向やリリース予定、人材に関する情報源として機能する専門出版物（または業界誌）が登場した。米国の主要2メディアは、通称AVNことアダルト・ビデオ・ニュースそしてXBIZことX-Ratedビジネスジャーナルである。出演者の中には、ソーシャルメディア上で公認アカウントがブロックされている者もいる。
日本では、『ザ・ベストマガジン』と『デラべっぴん』が1980年代におけるアダルト系専門誌の2大巨頭だったが、双方とも2000年代に休刊した。ただし後者は、2015年にジーオーティーの運営でウェブサイト『デラべっぴんR』として復活、2022年現在もAVを含むアダルト関連情報を各種発信している。ジーオーティは雑誌媒体でも2018年よりアダルトビデオ情報誌『月刊FANZA』を刊行している。
インターネット・アダルト・フィルム・データベース（IAFD）には、1970年代に遡る成人映画作品、その出演者や監督などがリスト掲載されている（日本の作品・出演者も英語検索で一部確認できる）。